# Aniela Pająkówna

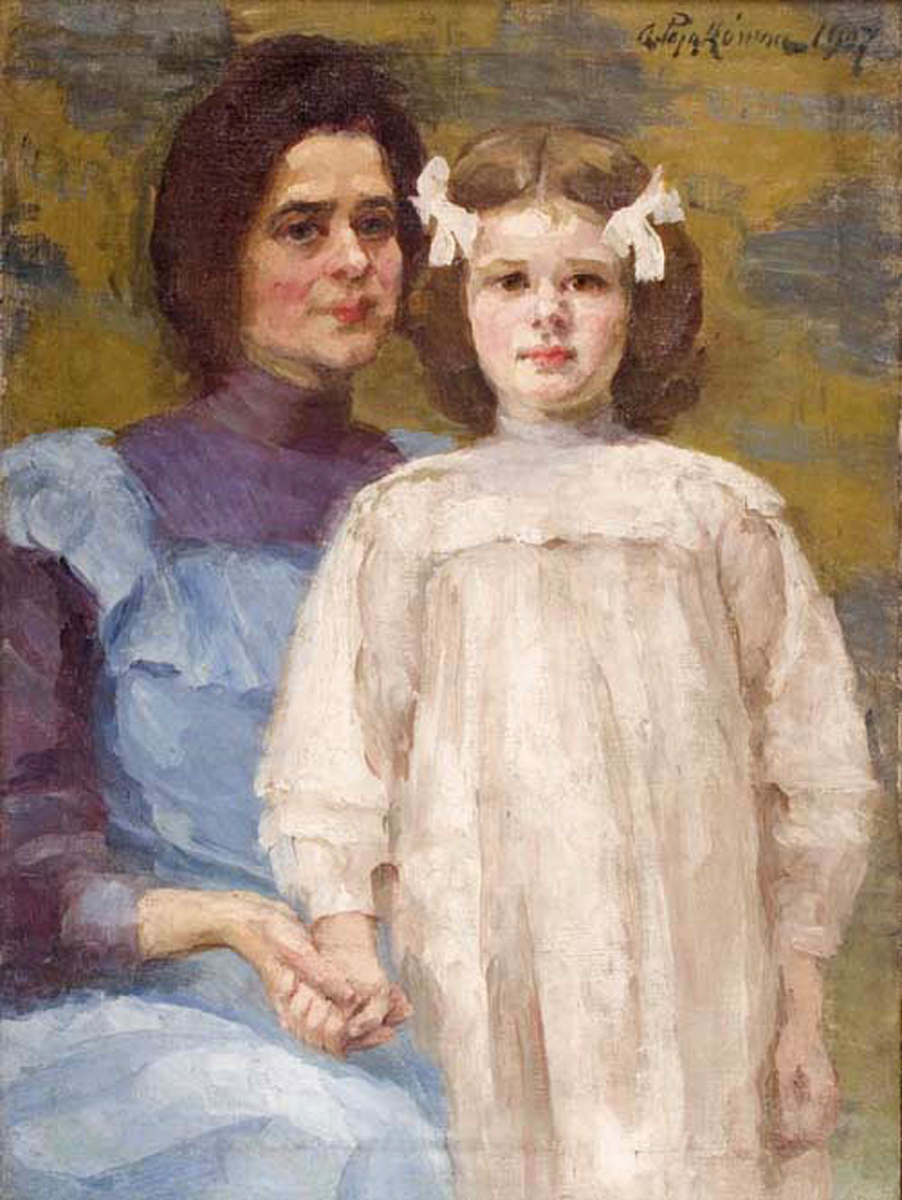
Autorretrato con su hija (1907).

Aniela Pająkówna (Medyka, 1864-París, 24 de abril de 1912) fue una pintora polaca; mayoritariamente de retratos. Su hija fue la escritora, Stanisława Przybyszewska.

## Biografía
Su padre era un humilde cochero. Gracias a la generosidad de los empleadores de su progenitor, el periodista y activista político Mieczyslaw Gwalbert Pawlikowski y su esposa Helena (de soltera, Dzieduszycka), fue capaz de estudiar arte; primero en Cracovia con Florian Cynk, y luego desde 1886, en París en la Academia Julian y la Academia Colarossi con Carolus-Duran y Jean-Jacques Henner. También pasó algún tiempo estudiando en Múnich. 
En 1891, regresó a Polonia, se estableció en Leópolis y abrió su propio estudio. Tuvo su primera exposición en la Sociedad de Amigos de las Bellas Artes en 1896. Al año siguiente, empezó a exhibir con la Sociedad de Amigos de las Bellas Artes de Cracovia y participó en una gran exposición en la Lonja de los Paños en 1899. También exhibió sus obras en el extranjero; especialmente en la Viena Künstlerhaus y el Salon des Indépendants. 
En 1898, conoció a Stanisław Przybyszewski en Leópolis, donde él daba una conferencia sobre Chopin. Más tarde, tuvieron un breve romance, resultando en el nacimiento de su hija, Stanisława. Por un tiempo, también cuidó de su hija Iwa, de su matrimonio con Dagny Juel.
En 1907, sufriendo discriminación por ser madre soltera con una hija ilegítima, ella y su hija empezaron a moverse; primero a Viena, después Zúrich y Múnich, finalmente se instaló en París en 1909. Murió allí, de neumonía, tres años más tarde. Stanisława fue colocada al cuidado de una tía.